# MINMI
MINMI（ミンミ、1974年12月8日 - ）は、日本の女性シンガーソングライター。
大阪府出身。ユニバーサルミュージック・マスタービュー、WEED所属。元夫は湘南乃風の若旦那。MINMIという名前は小学生の頃の髪型を見た友人がつけたという。

## 来歴
幼少期からピアノを弾き始め、1996年頃から作詞・作曲も手がけ、大阪のレゲエやヒップホップクラブで歌い始める。2002年、デビューシングル「The Perfect Vision」が20以上のFMラジオ局でヘビーローテーションされ、売り上げ50万枚のヒットとなる。
2003年3月には1stアルバム『Miracle』をリリース。リリース前は限定的に告知していたが2ヶ月連続でアルバムチャートトップ5入り、60万枚を売り上げるヒットとなる。6月20日からはLIVE TOUR 2003 "Miracle"をスタートした。
2005年の夏、6枚目のシングル「サマータイム!!」をリリース。この曲はトリニダード・トバゴの音楽であるソカがベースになっている。東京で毎月開催されたレゲエイベント、全国ライブツアー、そして8月のサマーソニックに出演した。9月には、フィーチャリングベストアルバム『FRIENDS 〜MINMI featuring works BEST〜』をリリースした。
2006年、「サマータイム!!」がトリニダード・トバゴで反響を呼び、同地のフェスティバルに招待される。夏には、日本を代表するイベントであるサマーソニック'06に出演。同年ニューヨークで開催された「SOCA AWARD 2006」で新人賞にノミネートされ、日本人として初のノミネートという快挙である。
2007年2月、2年連続でトリニダード・トバゴのフェスティバルに参加し、マシェル・モンターノ、HDとのコラボレーション「Sha na na〜Japanese Wine〜」をリリース。トリニダードで合計10万人以上もの観客の前でパフォーマンスした。その曲を日本に持ち帰り、日本語版「シャナナ☆」をリリース。3月、ソカモナーク世界大会では総合第8位、女性第3位を獲得。11月18日、自身と湘南乃風の若旦那の長男を出産。同日湘南乃風の若旦那と入籍したと発表。2008年、初ベスト「MINMI BEST 2002-2008」をリリースしオリコンデイリーチャート1位を獲得。
2009年、レーベルをユニバーサルミュージックのFar Eastern Tribe Recordsに移籍。同年8月、自身が主催する野外レゲエイベント「FREEDOM 09 in 淡路島」が淡路島にある国営明石海峡公園芝生広場で開催され、1万7千人を動員。
2010年6月、「FREEDOM 2010 in 淡路島 “青空”」が2日間にわたり観客延べ3万人を動員した。8月5日に第2子次男を出産。
2012年に長女を出産。
2016年、若旦那との離婚を発表。
2016年11月、アクティビストチーム「MOTHER EARTH」の一員として、環境省「つなげよう、支えよう森里川海プロジェクト」アンバサダーに任命される。同プロジェクトに、作詞作曲を行った「MOTHER EARTH 〜森里川海のうた〜」をギフトソングとして提供。

## 人物
2004年頃まではレゲエをベースにR&Bの要素もミックスさせていたが、「サマータイム!!」以降、ソカの要素を頻繁に盛り込むようになった。
プロ野球選手に人気で登場曲に使われることがある。『Are yu ready』は、横浜ベイスターズの金城龍彦の2005年度の登場テーマソングであった。また、青木宣親が東京ヤクルトスワローズ所属時代に打席に入る登場曲として使用し、不振を乗り越えるきっかけとなった曲でもある。（2009年度8月-2011年終了時）青木と同じく東京ヤクルトスワローズの上田剛史も2012年度から使用している。2008年シーズンは福岡ソフトバンクホークスのクリストファー・ニコースキーや北海道日本ハムファイターズの金子誠（WE LOVE HOKKAIDOシリーズの時のみ限定使用）、そして読売ジャイアンツのアレックス・ラミレス（4打席目以降ヨーロッパのファイナル・カウントダウンになる）のテーマソングとして『シャナナ☆』が使われた。2010年シーズンは読売ジャイアンツの阿部慎之助が『サマータイム!!』をテーマソングに使用している。
テレビアニメ『サムライチャンプルー』のエンディングテーマとして、『四季ノ唄』と『Who's Theme』の2曲を提供している。
2007年、楽曲「MY SONG」をタイアップした化粧品・美禅リップグロッシーのCMに、おネエキャラのIKKOが出演した事に対して、一部の反発した人たちがMINMIの公式ブログに中傷の書き込みを続け炎上させた。これに対し、MINMIは自身のブログで「（中略）私はレゲエイコール反同性愛だとは思っていない。この音楽の力でもっとやれる事がある。」と反論した。

## ディスコグラフィ

### シングル
| 枚   | 発売日         | タイトル                       | オリコン 最高位 | 収録アルバム                       |
| ---- | -------------- | ------------------------------ | --------------- | ---------------------------------- |
| 1st  | 2002年8月21日  | The Perfect Vision             | 4               | Miracle                            |
| 2nd  | 2002年12月4日  | T.T.T.                         | 8               | Miracle                            |
| 3rd  | 2003年9月17日  | Another World                  | 17              | imagine                            |
| 4th  | 2004年3月31日  | アイの実                       | 19              | imagine                            |
| 5th  | 2004年12月8日  | Are yu ready                   | 45              | Natural                            |
| 6th  | 2005年7月6日   | サマータイム!!                 | 19              | Natural                            |
| 7th  | 2006年2月22日  | 西麻布伝説                     | 78              | Natural                            |
| 8th  | 2006年7月12日  | I Love You Baby                | 42              | THE LOVE SONG COLLECTION 2006-2007 |
| 9th  | 2007年7月18日  | シャナナ☆                      | 17              | THE LOVE SONG COLLECTION 2006-2007 |
| 10th | 2009年6月17日  | アベマリア                     | 14              | MOTHER                             |
| 11th | 2009年11月11日 | アシタもしもキミがいない…      | 25              | MOTHER                             |
| 12th | 2010年5月26日  | ハイビスカス                   | 27              | MOTHER                             |
| 13th | 2010年9月8日   | パッと花咲く feat. VERBAL      | 58              | MINMI BEST 雨のち虹 2002-2012      |
| 14th | 2012年7月4日   | ラララ 〜愛のうた〜            | 58              | I LOVE                             |
| 15th | 2012年12月19日 | エンゲージリング               | 35              | I LOVE                             |
| 16th | 2013年4月3日   | さくら ～永遠〜 feat. 湘南乃風 | 28              | I LOVE                             |
| 17th | 2014年7月23日  | いていたいよ                   | 45              | BAD                                |
| 18th | 2015年7月22日  | ホログラム                     | 116             | EGO                                |

### アルバム

#### オリジナルアルバム
| 枚   | 発売日        | タイトル          | オリコン 最高位 |
| ---- | ------------- | ----------------- | --------------- |
| 1st  | 2003年3月19日 | Miracle           | 2               |
| 2nd  | 2004年6月30日 | imagine           | 3               |
| 3rd  | 2006年3月29日 | Natural           | 6               |
| 4th  | 2010年7月7日  | MOTHER            | 5               |
| 5th  | 2013年7月24日 | I LOVE            | 14              |
| 6th  | 2014年9月24日 | BAD               | 17              |
| 7th  | 2015年8月26日 | EGO               | 28              |
| 8th  | 2016年7月27日 | Life is Beautiful | 29              |
| 9th  | 2018年5月23日 | identity          | 57              |
| 10th | 2023年9月21日 | essence           |                 |

#### ベスト・アルバム
| 枚  | リリース日    | タイトル                      | オリコン 最高位 |
| --- | ------------- | ----------------------------- | --------------- |
| 1st | 2008年6月4日  | MINMI BEST 2002-2008          | 2               |
| 2nd | 2012年8月22日 | MINMI BEST 雨のち虹 2002-2012 | 7               |
| 3rd | 2014年9月27日 | ORIGIN                        | 147             |
| 4th | 2017年3月3日  | ALL TIME BEST:ADAM            | 69              |
| 5th | 2017年3月3日  | ALL TIME BEST:EVE             | 75              |

#### コンピレーション・アルバム
| 枚  | リリース日     | タイトル                               | オリコン 最高位 |
| --- | -------------- | -------------------------------------- | --------------- |
| 1st | 2005年9月22日  | FRIENDS 〜MINMI featuring works BEST〜 | 16              |
| 2nd | 2007年11月21日 | THE LOVE SONG COLLECTION 2006-2007     | 3               |
| 3rd | 2009年8月19日  | SUMMER COLLECTION WITH MUSIC CLIPS     | 5               |
| 4th | 2011年8月24日  | THE HEART SONG COLLECTION              | 10              |

### DVD
PV集
1. MINMI Video Clips 2002〜2005. Summer（2005年7月27日）

ライブ
1. MINMI LIVE TOUR 2004"imagine"（2004年12月8日）
2. Natural Show Case 2006 In Zepp Tokyo（2006年11月22日）
3. MINMI LIVE 〜Freedom in 淡路島〜（2009年12月2日）

### 参加作品
- 湘南乃風『湘南乃風〜REAL RIDERS〜』（2003年7月30日）

13.CRY feat.MINMI
- VADER『V-XL (Five-Extra Large)』（2004年6月2日）

5.THE ROCK CITY (feat.MINMI)
- Home Grown『Time Is Reggae』（2004年8月4日）

13.Set Mi Free, Let Mi Be feat.MINMI & Boxer Kid from Mighty Jam Rock
- 湘南乃風『湘南乃風〜ラガパレード〜』（2004年8月18日）

8.MY WAY feat.MINMI
- SAL the soul『Urban Soul Odyssey』（2004年11月25日）

3.Keep On Steppin' feat.MINMI
- 10-FEET『6-feat』（2006年4月19日）

4.CHERRY BLOSSOM feat.MINMI
- 湘南乃風『湘南乃風〜Riders High〜』（2006年8月30日）

9.Happy Today feat.MINMI
- KENTY-GROSS『Good Time Yu Know』（2006年10月18日）

3.ROCK CITY 3 feat.MINMI
11.真珠ノ涙 feat.MINMI
- m-flo『COSMICOLOR』（2007年3月28日）

15.Lotta Love（m-flo loves MINMI名義）
- INFINITY16 welcomez 湘南乃風, MINMI, MOOMIN『Dream Lover』（2007年4月18日）

1.Dream Lover
- INFINITY16 welcomez MINMI, 10-FEET『真夏のオリオン』（2007年8月29日）

1.真夏のオリオン
- てるてるbabys『キセキ』（2007年11月28日）

1.キセキ
2.キセキ 〜instrumental〜
- INFINITY16 welcomez MINMI, 若旦那 & HAN-KUN from 湘南乃風, GOKI『Dream Believer 〜星に願いを〜』（2008年11月26日）

1.Dream Believer 〜星に願いを〜
- 西野カナ『to LOVE』（2010年6月23日）

3.Summer Girl feat.MINMI

### タイアップ
| 起用年 | 楽曲       | タイアップ                           |
| ------ | ---------- | ------------------------------------ |
| 2015   | ホログラム | テレビ東京系アニメ『実は私は』挿入歌 |